# Ambasada Rzeczypospolitej Polskiej w Laotańskiej Republice Ludowo-Demokratycznej
Ambasada Rzeczypospolitej Polskiej w Laotańskiej Republice Ludowo-Demokratycznej – dawna polska misja dyplomatyczna w Wientianie, stolicy Laosu.
Ambasada RP w Wientianie została zlikwidowana w 2008 w związku z poszukiwaniem oszczędności. Jej roczne utrzymanie wynosiło 443 tys. zł. Od tego roku w Laotańskiej Republice Ludowo-Demokratyczna akredytowany jest ambasador RP rezydujący w Bangkoku.